# ロータレ峠

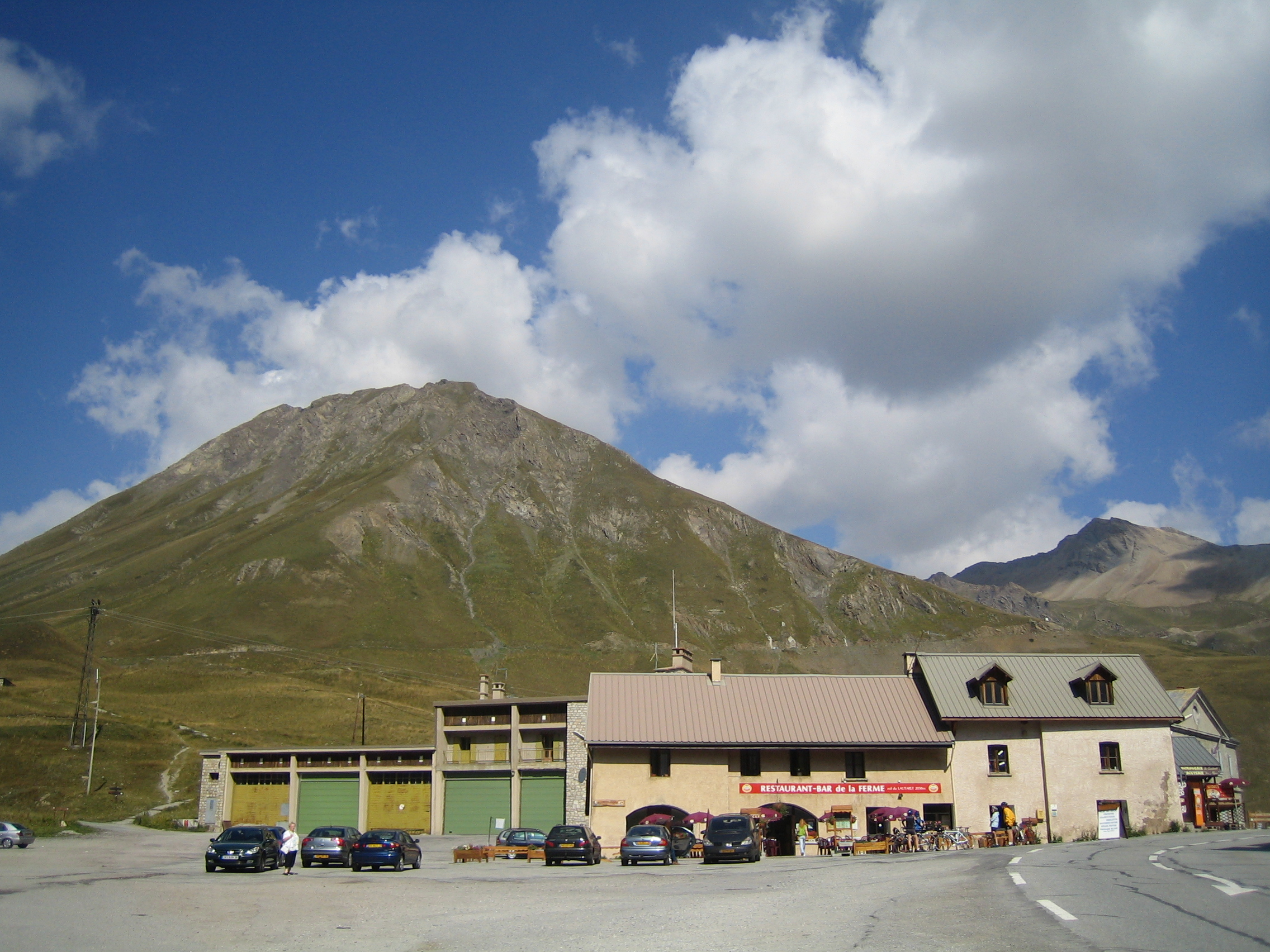
峠の施設

ロータレ峠（Col du Lautaret）は、フランス、オート＝アルプ県に所在する標高2058mの峠。
ツール・ド・フランスでは毎年のごとくコースとして登場するガリビエ峠の南側に位置する三叉路の峠。西へ下るとラ・グラーヴ、ブール・ドワザン（ラルプ・デュエズの麓の街）を経由してグルノーブルまで88km、南東へ下るとブリアンソンへ28km。西側のオワザンを起点とすると、水平距離換算34.2kmの地点に位置する。道中の平均斜度は3.8％、最大斜度は9.2％。南東のブリアンソンを起点とすると、同じく27.7kmの地点に位置する。平均斜度は3.1％、最大斜度は7.5％。両起点ともに、フランス地方道D1091（旧・国道N91）で繋がっている。また、フランスアルプス山系道路の地点では珍しく、年中通行が可能である。

## ツール・ド・フランス
ツール・ド・フランスではガリビエ峠へ南側から登る際に当峠を通るが、その場合は「ガリビエ峠への登りの途中」とみなされ当峠には山岳ポイントは設定されない。下記の一覧はガリビエ峠へ登らず、西側-南東側経由で当峠を通過した実績である。
| 年   | 首位通過選手                 | 国籍       |
| ---- | ---------------------------- | ---------- |
| 1950 | アポ・ラザリデ               | フランス   |
| 1951 | ジーノ・シアルディス         | イタリア   |
| 1953 | ジャン・ル・ギイ             | フランス   |
| 1958 | ピート・ファン・エスト       | オランダ   |
| 1960 | ジャン・グラチィク           | フランス   |
| 1962 | フアン・カンピリョ           | スペイン   |
| 1965 | フランシスコ・ガビカ         | スペイン   |
| 1972 | ジョアキン・アゴスティーニョ | ポルトガル |
| 1976 | ルチアーノ・コナーティ       | イタリア   |
| 2003 | ダニーロ・ディ・ルーカ       | イタリア   |
| 2006 | ダビ・デ・ラ・フエンテ       | スペイン   |
| 2014 | ホアキン・ロドリゲス         | スペイン   |